# Милочер
Милочер је мало насеље у општини Будва, у Црној Гори. Удаљен је 6 km од Будве , 28 km од тиватског аеродрома и око 1 km од Светог Стефана. До краја Другог светског рата у Милочеру су се налазиле краљевске резиденције, које су после рата национализоване и претворене у ексклузивне хотеле. У Милочеру се налазе две плаже, које припадају управо овим објектима, а које се убрајају у најлепше и најексклузивније плаже на Јадрану. 

## Милочерске плаже
Најпознатија је Краљичина плажа поред које се, готово на самој обали, налази некадашња летња резиденција црногорског краља Николе I Петровића Његоша. Име је добила захваљујући томе што је била омиљена плажа југословенске краљице Марије Карађорђевић. Ова плажа, смештена у малој ували, дугачка је свега 200 m и прекривена ситним песком. Окружена је густом боровом шумом и засадима чемпреса и маслина.
Друга је Милочерска или Краљева плажа. Некада је околно земљиште, површине 32 хектара, било у поседу династије Карађорђевић. Име је добила по југословенском краљу Александру I Карађорђевићу. У залеђу плаже, готово на самој обали, налази се некадашњи летњиковац Карађорђевића, данас претворен у ексклузивни хотел Вилу Милочер. Плажа је прекривена ситним песком, дужине 280 m и површине 7400 m2. 
Плажа и вила окружени су Милочерским парком површине 18 ha. Део парка чини густа борова шума и засади маслина, док је други део засађен егзотичним биљкама донешеним из Азије, Африке и Америке. Ретке и реликтне биљке као што су тропска мимоза, либански кедар, јапанска мушмула, магнолије, агаве, кактуси и друге егзотичне врсте. У парку се налази и летња резиденција председника Црне Горе.
Од Краљичине, преко Краљеве плаже, до Светог Стефана води кроз парк пешачка стаза дуга око 500 m.